# Anne-Sophie Roquette
Anne-Sophie Roquette est née le 11 janvier 1963 à Roubaix. Elle est présentatrice météo lors des décrochages régionaux sur les antennes de France 3 Hauts-de-France.

## Biographie

### Une enfance auprès du ballon rond
Durant son enfance, Anne-Sophie Roquette pratique le football, à proximité de la maison familiale à Lambersart, en compagnie de Stéphane Plancque et Pascal Plancque deux futurs joueurs majeurs du club,.

### Au LOSC
À l'âge de faire ses choix professionnels, Anne-Sophie s'imagine tout d'abord embrasser une carrière dans le droit international, mais bien vite, après une formation de comédienne, le virus footballistique (transmis par la mère, le père n'étant pas fan) l'amène à animer des soirées foot sur RVN, la radio Voix du Nord, au début des années 1980 au côté d'Isabelle Dupont.
Un événement tragique, le décès soudain du speaker Losciste, Jean-Luc Dupuis, va lui ouvrir les portes de Grimonprez-Jooris. En quête d'un successeur, le responsable des relations publiques du LOSC recevait à l'époque des lettres de femmes de supporteurs qui se plaignaient de voir partir leur mari au stade. Il a alors l'idée d'y mettre une femme comme animatrice afin de les inciter à suivre leurs maris, et propose le poste à Anne-Sophie Roquette.
Après un casting réussi au milieu de la pelouse dans un stade vide en 1989, elle intègre le LOSC pour ne plus le quitter.
Depuis plus de 20 ans, l'aventure se poursuit avec parfois des animations dans d'autres stades, mais toujours pour les couleurs Lilloises telles que celles effectuées au stade de France en 2005 pour la ligue des champions en remplacement de Jean-Pierre Paoli.
Le 18 mai 2019 à l'issue du match entre le LOSC - Angers, Anne Sophie Roquette quitte le LOSC (le dernier à domicile de la saison 2018-2019, au Stade Pierre-Mauroy).
Anne-Sophie Roquette a fait des émules puisque le rôle de speaker du club de Valenciennes est également occupé par une femme : Marie Nicodème ainsi qu'au FC Metz occupé par Myriam Parisot.

### À France 3 Hauts-de-France
Anne-Sophie Roquette présente la météo sur l'antenne régionale de France 3 Nord-Pas-de-Calais et France 3 Picardie. Elle participe également à l'émission quotidienne "9h50 le matin Hauts-de-France", puis "Ensemble c'est mieux Hauts-de-France" présentée par Thibaut Rysman, où elle partage en direct les commentaires et photos envoyés par les téléspectateurs.

## Distinctions
- En 2000 le Micro d'Or de la meilleure animatrice de Ligue 2
- En 2001 [7] et 2011 [8] le Micro d'Or de la meilleure animatrice de Ligue 1